# Russie juste
Russie juste - Patriotes - Pour la vérité (en russe: Справедливая Россия — Патриоты — За правду) , anciennement  Russie juste : Patrie / Retraités / Vie (en russe : Справедливая Россия: Родина / Пенсионеры / Жизнь, Spravedlivaya Rossiya — Za pravdu, SRZP. Également traduit en français par Russie de la Justice, Justice Russie ou Juste Russie) est un parti politique russe constitué le 28 octobre 2006 comme une fusion de Rodina (Patrie), du Parti russe de la Vie et du Parti russe des retraités. Sergueï Mironov, ancien président du Conseil de la fédération, en est le président.
D'idéologie conservatrice et social-démocrate, en Russie, le parti est considéré comme faisant partie de « l'opposition systémique » et a soutenu le plan d'action du président sortant Vladimir Poutine, y compris sa politique étrangère,.

## Histoire
S'il souhaite contester les politiques menées par Russie unie, le parti soutient fermement le président de l'époque Dmitri Medvedev et son premier ministre Vladimir Poutine. Il lui est reproché de n'avoir d'un parti d'opposition que le nom. Mironov, pour sa part, a soutenu que la création de Russie juste permettrait l'établissement d'un nouveau système de bipartisme en Russie, et que son nouveau groupe pourrait à terme limiter l'hégémonie de Russie unie, le parti de Poutine, sur la Douma, chambre basse du parlement russe. Russie juste est aussi politiquement plus à gauche que Russie unie, qui est considérée comme plus favorable au libéralisme économique. L'ex-dirigeant de Russie unie, Boris Gryzlov, a déclaré qu'il considère son parti comme un parti conservateur, tandis que le site Web de ce dernier porte le slogan « Nous sommes le parti de l'homme du travail. »
Russie juste a obtenu de bons scores lors des élections régionales tenues en Russie le dimanche 11 mars 2007, mais n'a pas réussi à devenir le deuxième parti du pays, une position qui est détenue par le Parti communiste de la fédération de Russie. Elle est néanmoins arrivée seconde dans six des quatorze régions où les élections avaient lieu, et prend même la première place dans le kraï de Stavropol. Les résultats préliminaires ont montré que Russie juste a obtenu en moyenne 15 % des suffrages exprimés sur l'ensemble des quatorze régions, arrivant troisième après le Parti communiste (16 %) et Russie unie (45 %).
Le 14 avril 2007, le Parti populaire a officiellement fusionné avec Russie juste.
En mai 2007, Mironov a proposé une fusion entre le Parti communiste et Russie juste dans le but de créer un nouveau parti socialiste unifié, invitant tous les « honnêtes socialistes » à se joindre à Russie juste. Toutefois, sa proposition a été rejetée par Guennadi Ziouganov, chef du KPRF, affirmant que le positionnement à gauche de Russie juste n'était que pure comédie.
Alexeï Mitrofanov, un député affilié au Parti libéral-démocrate de Russie, a quitté Russie juste en août 2007, affirmant que la domination de Russie Unie à la Douma ne pouvait être contrebalancée que si toutes les forces de l'opposition s'unissaient autour de Mironov, pour tenter de créer un système de bipartisme. Russie juste accroit néanmoins sa cote de popularité dans les sondages d'opinion en août, ce qui semblait lui assurer la formation d'un groupe parlementaire au terme des élections législatives russes de 2007, principalement au détriment du LDPR. Le 8 décembre 2007, le parti obtient 38 sièges à la Douma pour 7,74 % des suffrages exprimés, arrivant quatrième derrière Russie Unie (64,3 %), le Parti communiste (11,6 %) et le LPDR (8,1 %), faisant partie des quatre seules formations politiques à avoir atteint le seuil de 7 % de suffrages exprimés nécessaires pour être représenté à la Douma.
Le 22 décembre 2007, le parti a voté à l'unanimité en comité central son soutien à la candidature de Dmitri Medvedev en vue de l'élection présidentielle de 2008. En 2010, le parti s'accorde avec Russie unie pour soutenir le tandem qui dirige le pays. Aux élections législatives du 4 décembre 2011, Russie juste améliore son score de 2007 et devient le troisième parti politique du pays avec 13,24 % des voix.
Le 11 avril 2012, les députés de Russie juste quittent la Douma en protestation contre Vladimir Poutine alors que celui-ci y présente son bilan.
En février 2022, le parti vote en faveur de la reconnaissance de la république populaire de Donetsk et de la république populaire de Lougansk par la Fédération de Russie et plus tard, il a soutenu  et soutient toujours l'invasion russe de l'Ukraine en 2022. À la suite de ces prise de positions, le parti est expulsé de l'Internationale socialiste en mars 2022.
En juillet 2022, le chef du PCFR, Guennadi Ziouganov, a autorisé le PCFR à proposer une fusion avec Russie Juste, mais seulement si ce parti adoptait le programme communiste. La veille, le président de Russie juste Sergueï Mironov avait déclaré qu'il « ne voit aucun obstacle à la création en Russie d'une large coalition de forces patriotiques de gauche ».

## Idéologie
Russie juste appelle à la création d'un État-providence pour réduire les inégalités économiques, mais défend le droit à la propriété privée, tout en maintenant une économie de marché. Sous la direction de Sergueï Mironov, le parti s'est présenté comme une alternative socialiste au Parti communiste de la Fédération de Russie et décrit son idéologie comme « le nouveau socialisme du XXIe siècle ». Dans la plate-forme du parti, ce « nouveau socialisme » est défini comme l'antithèse du « capitalisme barbare et oligarchique ».
Dans les relations internationales de la Russie, le parti Russie juste propose de s'éloigner de la sphère d'influence occidentale et de renforcer les relations entre les anciens États soviétiques.

## Résultats électoraux

### Élections présidentielles
| Année | Candidat                  | 1er tour                  | 1er tour                  | 1er tour                  | 2d tour                   | 2d tour                   |
| Année | Candidat                  | Voix                      | %                         | Rang                      | Voix                      | %                         |
| ----- | ------------------------- | ------------------------- | ------------------------- | ------------------------- | ------------------------- | ------------------------- |
| 2008  | Soutient Dmitri Medvedev  | Soutient Dmitri Medvedev  | Soutient Dmitri Medvedev  | Soutient Dmitri Medvedev  | Soutient Dmitri Medvedev  | Soutient Dmitri Medvedev  |
| 2012  | Sergueï Mironov           | 2 755 642                 | 3,9                       | 5e                        |                           |                           |
| 2018  | Soutient Vladimir Poutine | Soutient Vladimir Poutine | Soutient Vladimir Poutine | Soutient Vladimir Poutine | Soutient Vladimir Poutine | Soutient Vladimir Poutine |

### Élections législatives
| Année | Voix      | %    | Rang | Sièges   |
| ----- | --------- | ---- | ---- | -------- |
| 2007  | 5 383 639 | 7,4  | 4e   | 38 / 450 |
| 2011  | 8 695 522 | 13,2 | 3e   | 64 / 450 |
| 2016  | 3 275 053 | 6,2  | 4e   | 23 / 450 |
| 2021  | 4 201 715 | 7,5  | 4e   | 27 / 450 |

## Quelques membres du parti
- Marina Kim, journaliste
- Sergueï Mikheïev, journaliste